# Sauk City, Wisconsin
Sauk City là một làng thuộc quận Sauk, tiểu bang Wisconsin, Hoa Kỳ. Năm 2006, dân số của làng này là 3109 người.